# Сант-Антонио-Абате
Сант-Антонио-Абате (итал. Sant'Antonio Abate) — город в Италии, располагается в регионе Кампания, в провинции Неаполь.
Население составляет 19 587 человек (на 2012 г.), плотность населения составляет 2798,14 чел./км². Занимает площадь 7 км². Почтовый индекс — 80057. Телефонный код — 081.
Покровителем населённого пункта считается Антоний Великий. Праздник ежегодно празднуется 17 января.